# Perù ai Giochi della XVIII Olimpiade
Il Perù partecipò ai Giochi della XVIII Olimpiade, svoltisi a Tokyo dal 10 al 24 ottobre 1964, con una delegazione di 31 atleti impegnati 5 discipline, per un totale di 19 competizioni. Per la prima volta fu presente una rappresentante femminile, la nuotatrice quindicenne Maria Rosario de Vivanco.
Fu la quinta partecipazione di questo paese ai Giochi estivi. Non furono conquistate medaglie.

## Risultati

### Pallacanestro
| Atleta | Classifica |
| --- | ---------- |
| V · D · M Nazionale peruviana - Pallacanestro ai Giochi della XVIII Olimpiade 4 E. Duarte · 5 Ri. Duarte · 6 L. Duarte · 7 Vargas · 8 Benalcázar · 9 Paredes · 10 Sevilla · 11 Sangio · 12 Guzmán · 13 Vásquez · 14 Ra. Duarte · 15 Valerio · All. Fernando Córdova | 15°        |
| Nazionale peruviana - Pallacanestro ai Giochi della XVIII Olimpiade |            |
| 4 E. Duarte · 5 Ri. Duarte · 6 L. Duarte · 7 Vargas · 8 Benalcázar · 9 Paredes · 10 Sevilla · 11 Sangio · 12 Guzmán · 13 Vásquez · 14 Ra. Duarte · 15 Valerio · All. Fernando Córdova                                                                               |            |